# Koszorúslányok
A Koszorúslányok (eredeti cím: Bridesmaids) 2011-ben bemutatott amerikai filmvígjáték Paul Feig rendezésében. A forgatókönyvet Annie Mumolo és Kristen Wiig írták, a producerek Judd Apatow, Barry Mendel és Clayton Townsend. A főszerepben Kristen Wiig, Maya Rudolph, Rose Byrne, Melissa McCarthy, Ellie Kemper és Wendi McLendon-Covey látható.
Az Amerikai Egyesült Államokban 2011. május 13-án mutatták be. Magyarországon június 13-án jelent meg szinkronizálva az UIP-Dunafilm forgalmazásában.
Általánosságban pozitív véleményeket kapott a kritikusoktól, bevételi szempontból pedig sikert aratott: 32,5 milliós költségvetés mellett világszerte több mint 288 millió dolláros bevételt hozott. A filmet Golden Globe-díjra jelölték legjobb filmmusical vagy vígjáték kategóriában. A 84. Oscar-gálán legjobb eredeti forgatókönyv és legjobb női mellékszereplő (Melissa McCarthy) kategóriákban jelölték a díjra. Ez volt Apatow első, producerként jegyzett filmje, melyet Oscar-díjra jelöltek, valamint az Apatow Productions legmagasabb bevételt elért produkciója is.

## Cselekmény
Annie Walker Milwaukee-ban élő, egyedülálló, szakmájában és magánéletében is sikertelen harmincas nő. Péksége csődbe ment, megtakarításait felélte az üzlet és emiatt barátja is elhagyta. Szenvedélye, a sütés helyett egy ékszerüzletben végez stresszes, keveset fizető munkát és egy brit bevándorló testvérpárral, Gillel és Brynn-nel bérel közösen lakást. Annie laza kapcsolatot tart fenn a gazdag, önelégült Teddel, aki tárgyként kezeli a nőt. Az egyetlen pozitív dolog az életében gyermekkora óta tartó barátsága Lilliannel. Amikor Lilliant párja, Doug eljegyzi, Annie-t kéri fel koszorúslánynak.
Az eljegyzési partin Annie megismerkedik a többi koszorúslánnyal: Ritával, Lillian régóta házas, cinikus unokatestvérével, Beccával, Lillian nemrég házasosodott, naiv munkatársával, Megannel, Doug közönséges és trágár, de barátságos nővérével, valamint Helennel, Doug főnökének dúsgazdag, előkelősködő feleségével. Annie és Helen azonnal irigykedni kezd a másikra Lillianhez fűződő barátsága miatt és versengeni kezdenek a menyasszony figyelméért. Annie javaslata ellenére Helen ötletét szavazzák meg és lánybúcsúra Las Vegasba utaznak. A repüléstől rettegő Annie-nek csak a turista osztályra van pénze, míg a többiek az első osztályon utaznak. Helen nyugtatót ad a feszült Annie-nak, ő alkoholt iszik rá és hallucinálni kezd, majd idegösszeomlást kap és botrányt okoz a gépen. Egy légi marsall letartóztatja és a repülőgép kényszerleszállást hajt végre, tönkre téve a Las Vegas-i kiruccanást. Annie bocsánatot kér, de Lillian úgy dönt, inkább Helenre bízza a lánybúcsú és az esküvő szervezését.
Eközben Annie megismerkedik egy Nathan Rhodes nevű ír-amerikai rendőrrel, aki korábban a péksége rendszeres vendége volt és egy közúti ellenőrzés során nem bírságolja meg a nem működő féklámpája miatt. Miután együtt töltik az éjszakát Nathan lakásán, másnap reggel az Annie-t a péksége újranyitására biztató Nathan sütéshez használt összetevőkkel lepi meg Annie-t, de ő pánikba esik és faképnél hagyja a döbbent férfit. Annie ismét mélypontra kerül: egy tizenéves vásárlóval való durva vitáját követően kirúgják állásából és lakótársai is költözésre kényszerítik, így a nő ismét édesanyjánál kénytelen lakni. Chicagóba utazik a Helen fényűző otthonában megrendezett lánybúcsúra, amely Párizs tematikájú – ezt épp Annie javasolta korábban, de Helen akkor elvetette az ötletet. Miután Helen túlszárnyalja Annie szívhez szóló, személyes ajándékát (egy párizsi utazást ajándékoz Lilliannek), a dühös Annie hisztizni kezd és tönkreteszi a dekorációt. Az eddigi eseményeket tönkre tevő Annie-re megharagudva Lillian elküldi barátnőjét, lemondja annak meghívását az esküvőre és véget vet barátságuknak.
Annie a rossz féklámpával balesetbe keveredik, Nathan érkezik helyszínelni, aki leszidja, amiért faképnél hagyta, nem javíttatta meg a lámpát és nem vállal felelősséget az életéért. Annie Tedet hívja segítségül, hogy hazavigye, Nathan – vetélytársát meglátva – felháborodottan elviharzik a helyszínről. Ted orális szexre akarja rávenni Annie-t az autóban, de ő kiszáll és egyedül megy haza, örökre megszakítva vele minden kapcsolatot.
Megan ellátogat a bezárkózó Annie-hez és sikerül rávennie, hogy átvegye az irányítást saját élete felett. Annie ismét sütni kezd, megjavíttatja autóját és megpróbál kibékülni Nathannel, de ő levegőnek nézi. Az esküvő napján Helen beállít hozzá és könyörögve arra kéri, segítsen megkeresni az eltűnt menyasszonyt. Helen bocsánatot kér és bevallja, látszólag tökéletes élete ellenére nincsenek igazi barátai és magányosnak érzi magát házasságában is. Nathan vonakodva segít nekik és Lilliant a saját lakásában elrejtőzve találják meg. A Helen túlzásokba eső esküvői terveit nyomasztónak érző Lillian retteg otthagyni Milwaukee-ban megszokott életét. Annie kibékül legjobb barátnőjével és ismét koszorúslány lesz.
Az esküvő után Annie és Helen végre összebarátkoznak. Annie Nathannel is kibékül, aki (valószínűleg Helen kérésére) váratlanul beállít, megcsókolja Annie-t és szolgálati autóján elviszi a nőt.

## Szereplők
| Szerep               | Színész              | Magyar hang     |
| -------------------- | -------------------- | --------------- |
| Annie Walker         | Kristen Wiig         | Kéri Kitty      |
| Lillian Donovan      | Maya Rudolph         | Söptei Andrea   |
| Helen Harris III     | Rose Byrne           | Szávai Viktória |
| Megan Price          | Melissa McCarthy     | Börcsök Enikő   |
| Rita                 | Wendi McLendon-Covey | Peller Anna     |
| Becca                | Ellie Kemper         | Gubás Gabi      |
| Nathan Rhodes rendőr | Chris O’Dowd         | Görög László    |
| Judy Walker          | Jill Clayburgh       | Tóth Judit      |
| Gil                  | Matt Lucas           | Hajdu Steve     |
| Brynn                | Rebel Wilson         | Kokas Piroska   |
| Don Cholodecki       | Michael Hitchcock    | Rosta Sándor    |
| Bill Cozbi           | Richard Riehle       | Ujlaki Dénes    |
| Jon légi marsall     | Ben Falcone          | Fesztbaum Béla  |
| Rodney               | Terry Crews          | Király Attila   |
| Ted                  | Jon Hamm             | Fekete Ernő     |

Több olyan színész is felbukkan rövid időre, aki az Office televíziós sorozatban szerepelt, többek között Jessica St. Clair (magyar hangja Pápai Erika), Nancy Carell, Hugh Dane és Andy Buckley. Tom Hanks rövid időre feltűnik a képernyőn a Számkivetett című film szereplőjeként, magyar hangját Kőszegi Ákos kölcsönzi.
Paul Ruddnak olyan férfiként kellett volna megjelennie, akivel Annie vakrandevúra megy, de a jelenetet kivágták a film végleges változatából.